# 千坂光子
千坂 光子（ちさか みつこ、1863年 - ?）は、貴族院議員千坂高雅の長女。大物政治家の名を騙って金品を騙し取った詐欺で1896年に逮捕され、裁判で有罪となり刑に服した。名家の令嬢が起こした犯罪であったことから、世間を大いに騒がせた。本名テルから光子に改名した。

## 略歴
文久3年（1863年）、米沢藩家老の父・千坂高雅と母・たき子の長女（7人兄弟の一人娘）として米沢で生まれる。父は明治3年（1870年）から6年（1873年）まで洋行ののち、内務省書記官となった。光子は米沢の小学校を卒業後、母とともに上京し、東京市麻布区市兵衛町2丁目（現・東京都港区六本木）の本邸から女学校に通い始める。13、14歳ごろから、本郷の母方の親戚宅訪問を口実にしては上野・浅草を遊び回り、女中や車夫に口止め料を支払うような早熟な子供だった。
明治11年（1878年）に、参議兼大蔵卿だった大隈重信・綾子夫妻の紹介で、北畠治房の次男・北畠友雄と16歳で結婚する。光子の父と大隈は仕事上で知り合い、大隈と北畠は自邸が麹町区飯田町1丁目（大隈重信雉子橋邸）の隣同士で知り合いだった。水戸の警察署長に就任した友雄に伴い水戸へ転居後、友雄が芸妓遊びを覚え、光子は婦人病（千坂高雅によると北畠からうつされた梅毒）の治療入院のため18歳で東京に戻り、そのまま離婚となる。入院で知り合った27歳の担当医と懇ろとなり、その愛人である烏森芸妓とも親しくなり、遊興のために散財を繰り返していたが、石川県令を辞して帰京した父親から叱責され、家出するも連れ戻されて座敷牢に軟禁される。
明治16年（1883年）、岡山県令（明治19年（1886年）より岡山県知事）となった父に伴って一家で岡山へ転居後、岡山カトリック教会へ通い、21歳で受洗して洗礼名アガサを受け、クリスチャンとなる。明治19年には、イエズス会のシスターを岡山に招き、岡山市初の私立女子高・岡山女学校（現・ノートルダム清心女子大学）を千坂つる（テル？）名で創立する。県知事の娘としてもてはやされ、信者らからも接待されるうちに、再び放蕩が始まる。
鹿児島県出身の岡山県庁土木課長の工学士・長崎豊十郎と23歳で再婚し、10年近く一緒に暮らしたが、2人して花柳界で派手に遊び、多額の借金を作ったことが父に知られ、明治26年（1893年）に長崎は県庁を辞し、光子は実家に引き取られた。光子は米沢の叔父の家に送られることになったが、途中で逃げ出し、父から勘当され、東京の麹町区土手三番町に転居していた長崎と同居を始める。しかし、内務省傭技師の職を得た長崎が、朝鮮公使井上馨に随行することとなり、光子を置いて出港してしまう。長崎は明治28年（1895年）に設立された唐津興業鉄道株式会社の設計責任者技師長・兼建築課長に就任するが、翌年引責辞職し、別の女性と結婚して台湾へ渡る。
長崎に捨てられた光子は、周旋屋の口ききで西洋人の妾になるがうまくいかず、長崎の知人である成金・岩城矢之助の世話になったのちに、千葉県九十九里浜片貝村の料理業高根屋米蔵の酌婦となり、実年齢より一回り若い明治7年（1874年）生まれの神戸士族出身「上野てる」の偽名で働きはじめる。以降、光子の詐欺行脚が始まり、明治29年（1896年）に逮捕されるまでの2年ほどの間に、華やかな肩書や上流社会との繋がりを匂わすことで、次々と被害者を増やしていった。明治30年（1897年）に裁判にかけられ、重禁固1年半、罰金10円、監視6月の有罪判決を受け、市ヶ谷監獄に収監された。明治32年（1899年）に出所後は、千坂家に引き取られ、那須温泉にある当家の別荘で監視付き生活を送った。宮武外骨によると、たびたび逃げ出しては「米沢新聞」のネタになっていたという。

## 犯行とその手口
長崎と別れたあと、実家にも頼れない光子は、「千坂の家から近々送金がある」と嘘をついて、南品川の岩城夫妻の世話になっていた。岩城家はひところほどの余裕がなく、親戚の日本鉄道会社副社長の毛利家に援助してもらっていることを聞きつけ、光子自らが毛利家に出向き、岩城家への援助金の半分を着服した。岩城家を出たのちも、「千坂からの送金」を口実に木賃宿に無賃滞在し、明治28年（1895年）8月に夜逃げをした。
口入屋に酌婦の紹介を頼み、九十九里の料理屋・高根屋米蔵のもとで働きはじめた光子は、周囲には京都の公家の落とし胤など吹聴していたが、米蔵ら親しくなった者には身の上を明かし、父の勘当が解ければ、以前していた宮中の女官に戻れると詐称し、そうなれば米蔵たちも上流からの引き合いがあることを仄めかして懐柔した。父に帰参を願うため米蔵と上京するが、実家の女中から帰参は難しそうだと聞くと、千坂家と付き合いのあった大隈家・上杉家などに出向いて奉公人と立ち話をする姿を米蔵に見せて信用させておき、明治29年（1896年）1月、米蔵の金を持ち逃げして姿を消した。米蔵は弁護士に相談し、東京地方裁判所に告訴状を提出した。
次に光子は、九十九里の馴染み客・渡辺治郎次の叔父で象牙彫師の後藤竹二郎が住む本所番場町に向かうが、その途中で神田末広町24井野多蔵方の車曳きにつかまり、井野宅で多蔵の妻・井野なみと知り合い、なみを詐欺の仲間とする。後藤夫婦にも身の上話と女官復職の話をして騙し、復職願いのために大隈綾子夫人を接待したいと、後藤の知り合いである栄太楼の外手町西河岸の別荘を借りて料理を用意させながら、急用で綾子夫人が来られなくなったと嘘をついて接待料理を平らげたり、女官に戻ったら行けないからと後藤に案内させて、吉原角海老楼で豪遊したりと後藤夫婦に散財させた。さらに、後藤の作品を大隈重信に献上したところ帝室技芸員に任命されそうだと作り話をして喜ばせ、3000円の支度金が出るから出仕できるよう準備しておくよう使いがあったと嘘をついた。後藤は、長男である日本橋矢ノ倉14で呉服商を営む秋山喜一郎を呼んで、式服や装身具3000円分を注文したが、たまたま顔見知りの質屋と出会ったところ、光子が後藤から得た作品や物品を質入れしていたことを知り、明治29年5月に本所警察に訴えた。
発覚を察知し、巡査が来る前に逃亡した光子は、九十九里で懇ろだった医師の知り合いである千葉の時計商・久保田源之助宅に入り込み、同様の女官復職話をし、大隈からの偽手紙で信用させた。大隈夫人が久保田に挨拶したいといっていると嘘をついて、8月に久保田と上京するが、行き違いになったため静養先での面会になったと嘘を重ね、箱根の福住に久保田と半月ほど投宿するも、多忙のため面会場所が大磯に変更になったと再び嘘をつき、招仙閣に投宿した。大磯の大隈邸、伊藤博文の滄浪閣、小笠原子爵邸など華族の別荘へ一人で出かけ、先方と会ってきたように装い、光子が女官に戻れるようみなが手配してくれていると久保田に偽り、信用させた。また、地元の俳諧道場鴫立庵の庵主・間宮宇山の顔が広いことを聞くと、弟子入りし、大隈家と自分は親類同然だと周囲に吹聴し、また小笠原子爵邸の留守番と親しくなって小笠原家の提灯を借り、奉公人から聞いた貴族社会の消息を、さも自分が貴人から直接聞いたかのように装って久保田に話し、自分の宮内省入りが間近であるかのように伝えた。さらに、小笠原邸に久保田を連れていって庭の門に待たせ、自分だけ庭園に入り、大隈令嬢に化けさせた手下の地元芸妓から出仕支度金の包みをもらう姿を見せる一方、貴族の習慣として支度金の包みは大隈夫妻の前でないと開けられないと言って、中身を見せなかった。光子を疑いはじめた宿の番頭が、駅に到着した小笠原子爵夫人を親しいはずの光子が遠巻きにして見ている姿を目撃し、宿代の支払いを急かしてきたため、大隈からの呼び出しの偽電報を仕立て、樺山邸で面会してきたように装い、久保田の将来のためになると言って、高官の夫人たちに渡す金時計10個を用意させた。手下の芸妓に時計を金に替えるよう指示し、鴫立庵でも時計を担保に金を借りたが、九十九里での光子の悪評が久保田の耳に入り、企みは失敗に終わった。久保田の損害は400円ほどだったが、警察には突き出さず、10月21日に光子を放逐した。
その後、最初の結婚時代の下女の嫁ぎ先である水戸市華木町の荒物商「近江屋」浅野孝之助宅に現れ、高等女学校建設の件で水戸に来たが300円入りのかばんを盗まれたと嘘をつき、世話になる。ここでも大隈の偽手紙を使って信用させ、学校設立のため毎日県知事を訪ねていると装いながら、大工町の常盤座にかかっていた壮士俳優堤清香一座の花形伊藤由次郎と懇ろになり、別の元下女の夫の兄の檜山義誠が村長を務める金持ちであることを聞きつけると、檜山を水戸に呼び付けて金を騙しとり、学校設立の寄付も約束させた。また、髪結いを通じて代議士・関戸寛蔵の妾に近づき、学校設立のため下田歌子ら一行が水戸に来ると嘘をつき、その支度金の立て替えを依頼、檜山へも寄付金の支払いを請求し、合わせて500円ほどを詐取する予定だったが、「怪しき貴婦人の豪遊」という記事が新聞に載ったことで、檜山が県知事に確認して嘘が発覚、水戸警察署が動いて後藤竹二郎から詐欺被害の訴えが出ていることがわかり、明治29年10月末に俳優伊藤と宿に潜伏していたところを逮捕された。翌30年3月2日に公判が開始され、11日刑が確定したが、高根屋米蔵が持ち逃げされた件は無罪になった。

## 関係者
- 長崎豊十郎（光子の元夫） ‐ 鹿児島県士族、従七位、工学士[9]。1863年生まれ、1887年帝国大学工科大学（元東京大学理学部）土木工学科卒[10]。在学中明治十六年事件当事者となる。内務省技師となり埼玉県へ出仕、1893年岡山県に転任し技師兼内務部第二課長[11]、1896年唐津興業鉄道設立に伴い技師長・建設課長に転じたが計画破綻により翌年辞任[12]。その後光子と別れて渡台。
- 岩城弥之助（豊十郎の友人） ‐ 鹿児島県士族。一時は財を成し、大阪鴻池家から妻を迎え、関西紳士録に名を連ねたが、鉄道事業で失敗し、凋落した。[13]

## 関連書籍
- 『妖婦の伝説』三好徹（実業之日本社／2000年） - 「虚栄の令嬢（千坂光子）」